# Walter Ungar
Walter Ungar (* 29. November 1885 in Aussig; † 22. Februar 1945 in Krenglbach) war ein österreichischer Jurist. Er war Bezirkshauptmann bzw. Landrat von Grieskirchen und Wels-Land.

## Ausbildung und Beruf
Nachdem Ungar zwischen 1891 und 1896 die Volksschule in Schluckenau besucht hatte, absolvierte er das Staatsgymnasium in Saaz und legte dort am 28. Juni 1904 die Matura ab. Er studierte im Anschluss ab 1904 Staats- und Rechtswissenschaften an der Universität Prag, wobei er am 9. Dezember 1911 zum Doktor promovierte.
Seine berufliche Karriere begann Ungar im Dezember 1911 als Konzeptspraktikant bzw. Beamter der Statthalterei Prag. Per 22. Dezember 1914 erfolgte seine Ernennung zum Statthaltereikonzipisten, wobei er bereits im August zum Kriegsdienst bei den Pionieren eingezogen worden war. Er diente bis Dezember 1917 im Rang eines Oberst-Leutnants und wurde 1918 in den österreichischen Staatsdienst wechselte. Er arbeitete zunächst für die Landesregierung Deutsch-Böhmen in Reichenberg und kam Ende Dezember 1918 nach Wien. Nach seiner Ernennung zum Bezirkskommissär im August 1919 wechselte Ungar im Oktober 1919 an die Bezirkshauptmannschaft Grieskirchen.
Ungar war in der Folge bis Oktober 1931 als Beamter und Bezirkskommissär bei der Bezirkshauptmannschaft Grieskirchen beschäftigt, wobei er am 1. Jänner 1921 zum Landesregierungssekretär ernannt wurde. Am 20. Dezember 1922 bekam Ungar den Titel „Bezirkshauptmann“, am 2. Juli 1926 den Titel „Landesregierungsrat“ verliehen. Zwischen 1. August 1931 und dem 6. Dezember 1936 hatte er das Amt des Bezirkshauptmanns von Grieskirchen inne, wobei er am 23. Juni 1932 zum Oberregierungsrat ernannt wurde. Danach war Ungar von Dezember 1936 bis März 1938 als Beamter bei der Oberösterreichischen Landeshauptmannschaft beschäftigt, wobei er Ende Jänner 1937 die Leitung der Wasserrechtsabteilung übernahm. Danach war Ungar von Februar 1938 bis zu seinem Tod Bezirkshauptmann bzw. Landrat im Bezirk Wels-Land, wobei er das Amt im September 1938 kommissarisch übernommen hatte und per 23. Februar 1940 endgültig zum Landrat ernannt wurde.

## Funktionen
Ungar trat bereits 1920 der Nationalsozialistischen Deutschen Arbeiterpartei (NSDAP) bei und war in der Ortsgruppe Grieskirchen aktiv. Er unterbrach jedoch 1931 seine Mitgliedschaft in der NSDAP im Zusammenhang mit seiner Ernennung zum Bezirkshauptmann und trat erst im Mai 1936 wieder in die mittlerweile illegale Partei ein. Daneben war er jedoch zwischen 1933 und 1938 auch Mitglied der Vaterländischen Front. Am 30. Mai 1938 beantragte er die reguläre Aufnahme in die NSDAP und wurde rückwirkend zum 1. Mai aufgenommen (Mitgliedsnummer 6.372.051). Ungar war Mitglied im Bund der Deutschen in Böhmen, im Schulverein Südmark, beim Deutschen Roten Kreuz, im RLB, im RDB und bei der NSV.

## Privates
Ungar war verheiratet und Vater eines Kinds.

## Auszeichnungen
- Ritterkreuz des österreichischen Verdienstordens I. Klasse (1935)
- Signum Laudis mit den Schwertern
- Karl-Truppenkreuz u.S.L. mit Schwertern
- Militärverdienstkreuz III. Klasse